# حسان (المغرب)
حسان هي جماعة ترابية تُعتبر إحدى الدوائر الست التي تتألف منها الجماعة الحضرية لمدينة الرباط في جهة الرباط سلا القنيطرة في المغرب. ويشغل السياسي المغربي إدريس الرازي منصب رئيس حي حسان في الوقت الحالي.

## السكان
شهد حي حسان انخفاضًا في عدد السكان، حيث انخفض عدد سكانه من 146488 نسمة في عام 1994 إلى 128425 نسمة في عام 2004.

## انتخابات مجلس بلدية حسان
كانت انتخابات مجلس بلدية حسان الأخيرة قد أجريت في عام 2021، وقد نتج عنها انتخاب إدريس الرازي ليُصبح رئيسًا لمجلس بلدية حسان.